# Tissey
Tissey település Franciaországban, Yonne megyében. Lakosainak száma 113 fő (2022. január 1.). Tissey Junay, Serrigny, Collan, Tonnerre és Vézannes községekkel határos.

## Népesség
A település népessége az elmúlt években az alábbi módon változott:
| Lakosok száma | 102  | 99   | 102  | 105  | 109  | 110  | 112  | 113  |
|               | 2013 | 2015 | 2017 | 2018 | 2019 | 2020 | 2021 | 2022 |